# Elmohardyia guimaraesi
Elmohardyia guimaraesi är en tvåvingeart som beskrevs av José Albertino Rafael 1988. Elmohardyia guimaraesi ingår i släktet Elmohardyia och familjen ögonflugor. Inga underarter finns listade i Catalogue of Life.